# Mario Marchegiani
Mario Marchegiani (Roma, 27 novembre 1917 – ...) è stato un calciatore italiano, di ruolo attaccante.

## Carriera
Ha disputato tre stagioni in Serie A con la maglia della Roma.